# Mauro Morrone
Mauro Morrone (Torre Annunziata, 12 marzo 1812 – Napoli, 9 febbraio 1888) è stato un magistrato e politico italiano.

## Biografia
Brillante magistrato, scrisse un'importante opera sul Diritto marittimo.

Eletto deputato, nel corso delle due legislature, grazie alla sua opera politica, Torre Annunziata si vide aggregare le due frazioni Oncino e Grazie dai comuni di Boscotrecase e Boscoreale.

Agli inizi del XX secolo, la giunta comunale della sua città natale gli intitolò una strada.
(Epigrafe della lapide di Mauro Morrone)

## Carriera
- Primo Presidente della Corte di appello di Napoli[1]
- Primo Presidente della Corte di appello di Trani
- Procuratore Generale della Corte di appello di Messina

## Documenti e opere
- L'isola/poema di Lord Byron; versione dall'inglese di Mauro Morrone (1839)
- Una rimembranza: melodie (1841)
- Saggi su l'opere legali di Niccola Nicolini (1841)
- Omaggio alla memoria di Pietro Greco (1843)
- Su le spese e sul lusso (1845)
- Elogio dell'abate cav. Raimondo Grimaldi (1852)
- Biografia di B. G. Stefano De La Ville conte di Lacèpède primo gran cancelliere della Legion d'Onore e pari di Francia (1866)
- L'uguaglianza dei culti e il matrimonio del prete cattolico secondo il diritto pubblico del Regno d'Italia (1871)
- De impensarum natura et regulis: an luxus prosit industriae vel noceat (188-)
- Il diritto marittimo del Regno d'Italia (1886)
- Storia del diritto marittimo(1889)[3]